# The Miracle Woman
The Miracle Woman is een Amerikaanse dramafilm uit 1931 onder regie van Frank Capra. Het scenario is gebaseerd op het toneelstuk Bless You, Sister van de Amerikaanse auteurs John Meehan en Robert Riskin.

## Verhaal
Florence Fallon geeft haar geloof op en sluit zich aan bij een bedrieger die mensen geneest door middel van wonderen. Dankzij een blinde man herwint ze echter haar geloof.

## Rolverdeling
| Acteur            | Personage       |
| ----------------- | --------------- |
| Barbara Stanwyck  | Florence Fallon |
| David Manners     | John Carson     |
| Sam Hardy         | Bob Hornsby     |
| Beryl Mercer      | Mw. Higgins     |
| Russell Hopton    | Bill Welford    |
| Charles Middleton | Simpson         |
| Eddie Boland      | Collins         |
| Thelma Hill       | Gussie          |